# EUR Fermi

EUR Fermi is een metrostation in het stadsdeel municipio IX van de Italiaanse hoofdstad Rome. Het station werd geopend op 10 februari 1955 en wordt bediend door de lijnen B en B1 van de metro van Rome.

## Geschiedenis
De eerste metrolijn van Rome werd aangelegd om bezoekers aan de wereldtentoonstelling van 1942 (Esposizione 42) een snelle verbinding te bieden tussen het centraal station en het tentoonstellingsterrein. Om een grote hoeveelheid bezoekers te kunnen verwerken werd besloten om station Esposizione, het eindpunt bij de tentoonstelling, te splitsen in een deel voor aankomende en een deel voor vertrekkende bezoekers. Hierdoor kwamen er twee stations aan weerszijden van de Via Cristoforo Colombo. Het oostelijke kreeg de projectnaam Esposizione salita (Tentoonstelling instappen) en het was de bedoeling om de metro's leeg van de uitstaphalte te laten binnenkomen. De bouw begon in 1938 en de ruwbouw was in 1940 vrijwel gereed toen de werkzaamheden werden gestaakt in verband met de Tweede Wereldoorlog. Inmiddels was de naam van het station gewijzigd in Esposizione Est (Tentoonstelling oost) . De wereldtentoonstelling werd echter afgelast en na afloop van de oorlog werd het tentoonstellingsterrein ontwikkeld tot zakenwijk. De metrolijn werd wel afgebouwd en op 9 februari 1955 opende president Luigi Einaudi de metro waarbij het station werd genoemd naar de Italiaanse nobelprijswinnaar Enrico Fermi. Vanaf 10 februari konden de reizigers vanaf het zuidelijke perron instappen richting het centrum. Het noordelijke perron werd gebruikt voor een pendeldienst tussen EUR Fermi en Laurentina over het enkelspoor dat aanvankelijk voor goederenvervoer was aangelegd.

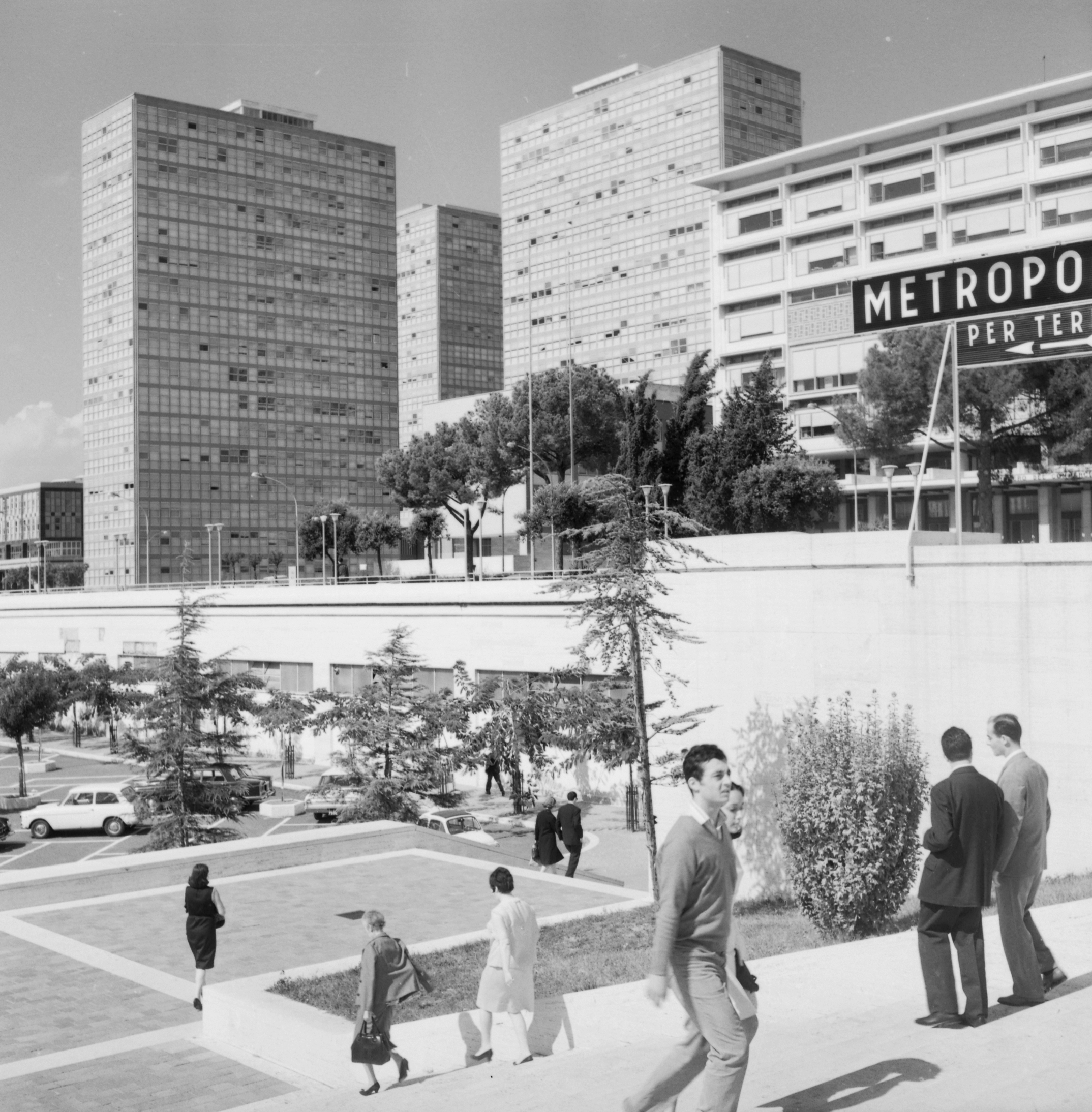
Het Enrico Fermi stationsplein in 1967 met op de achtergrond de Torri Lingini.
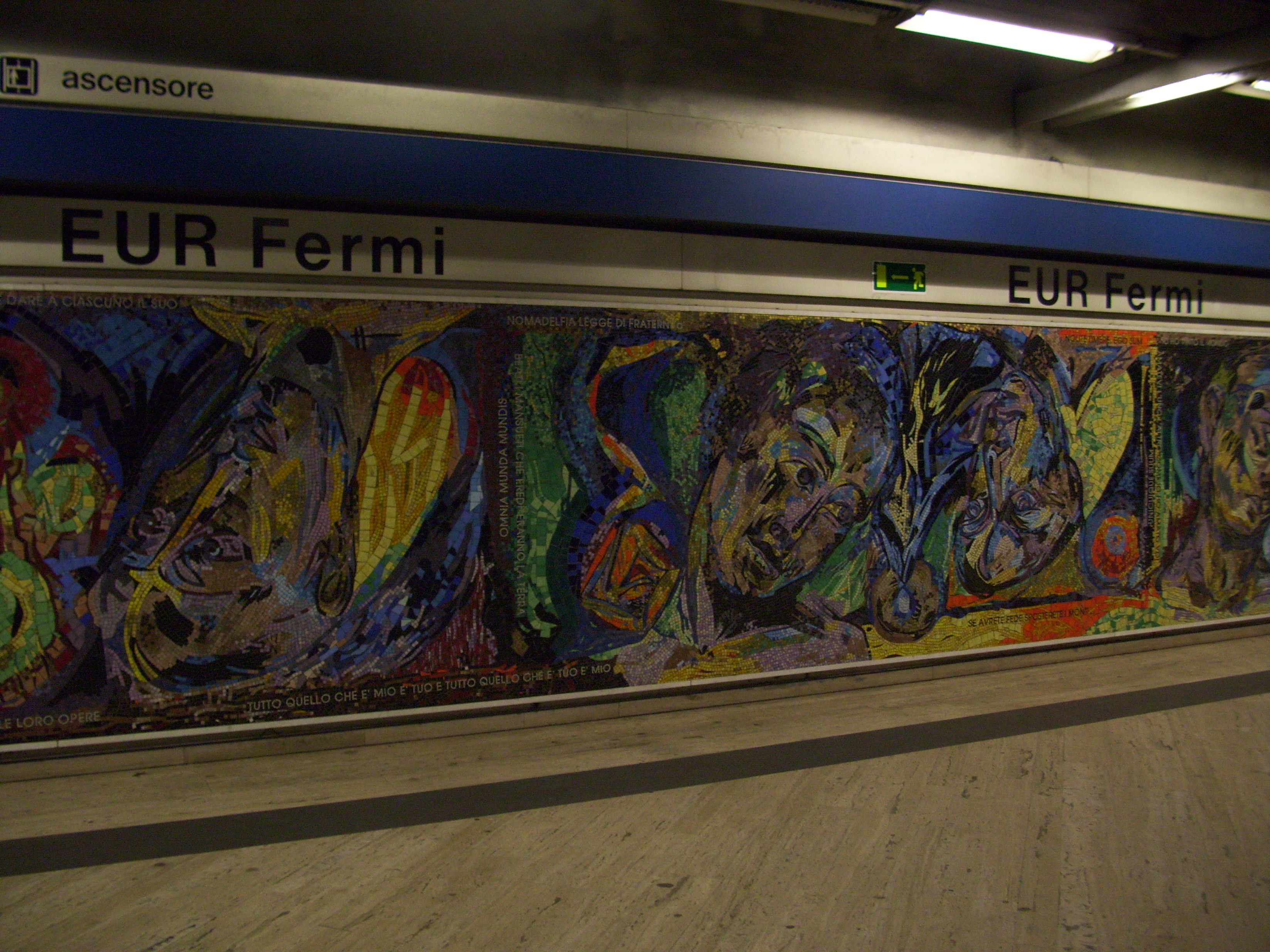
De mozaïeken van de ArteMetro-prijs.
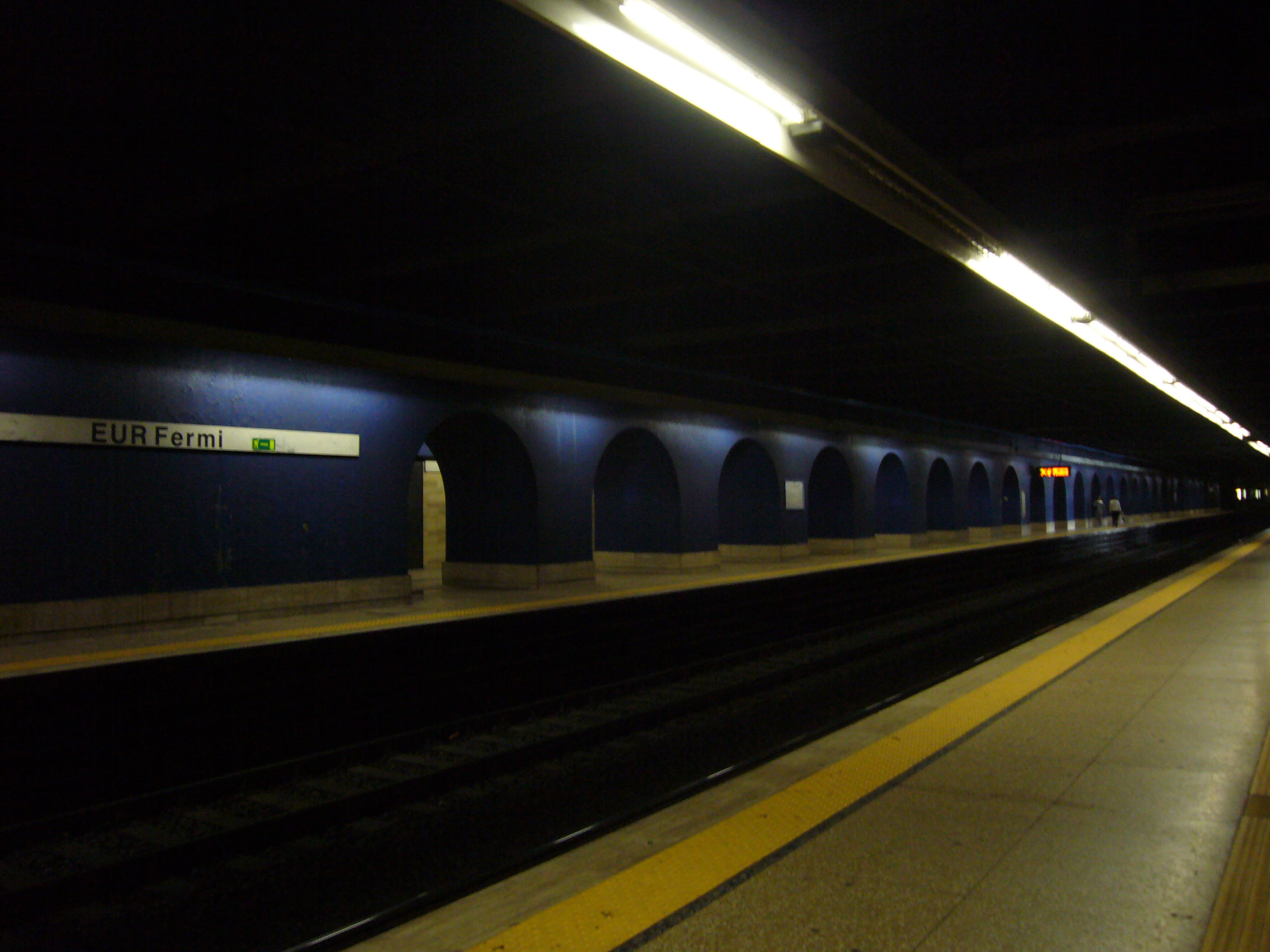
Het noordelijke perron.

## Ligging en inrichting
Het station ligt direct onder de Viale America die feitelijk het dak is van de metrobuis en heeft twee perrons. Het is gebouwd aan de onderkant van een helling en de ingangen aan de zuidkant liggen geheel bovengronds, zodat er sprake is van een semi-ondergrondsstation. Het noordelijke perron heeft eigen toegangen vanaf de Viale America, twee vaste trappen en een lift. De ondergrondse hal aan de noordkant is door een rij bogen gescheiden van het perron. Sinds 7 december 1990 rijden alle metro's door naar Laurentina en is er geen sprake meer van een pendeldienst vanaf het noordelijke spoor. Het zuidelijke perron ligt even hoog als het Enrico Fermi stationsplein direct achter de toegangspoortjes. In de aanloop naar de Olympische spelen in 1960 werd de siervijver aan de zuidkant van het station alsnog voltooid. In het station zijn de wanden langs het zuidelijke perron, in het kader van de ArteMetro-prijs, opgesierd met mozaïeken van de hand van de Italiaan Bruno Ceccobelli en de Duitser Rupprecht Geiger.